# Gino Peruzzi
Pour les articles homonymes, voir Peruzzi.
Gino Peruzzi Lucchetti (né le 9 juin 1992 à Corral de Bustos en Argentine) est un joueur de football international argentin, qui évolue au poste de défenseur latéral.
Il est le cousin éloigné de l'ancien gardien de but international italien Angelo Peruzzi.

## Biographie

### Vélez Sársfield
Formé par le club porteño du Vélez Sarsfield à compter de 2006, il entre dans le groupe professionnel en 2010, et joue son premier match le 27 novembre 2011, lors d'un match nul 1-1 contre Colón, lors d'un match comptant pour le tournoi d'ouverture 2011.
Bien qu'il débute en tant qu'ailier droit, il est rapidement repositionné en tant qu'arrière latéral.
Peruzzi se fait remarquer pour la première fois contre Santos lors de la double confrontation contre les Brésiliens en quarts-de-finale de la Copa Libertadores 2012 (match au cours duquel il marque un but puis épuise au marquage Neymar, bien que son équipe soit finalement éliminée aux tirs au but,).

### Calcio Catania
Le 13 août 2013, les Italiens du Calcio Catane annoncent officiellement la signature de Peruzzi, pour un transfert estimé à 3,4 millions d'euros, plus 700 000 euros de bonus (Vélez empochera 15% sur la revente du joueur lors d'un futur transfert).
Peruzzi fait ses débuts avec le club le 1er décembre 2013, lors d'une défaite à domicile 1-3 contre l'AC Milan.

## Palmarès
| Vélez Sársfield - Championnat d'Argentine (2) : - Champion : 2012-13 (Inicial) et 2012-13 (Superfinal). |  | Boca Juniors - Championnat d'Argentine (3) : - Champion : 2015, 2017 et 2018. - Coupe d'Argentine (1) : - Vainqueur : 2015. |  | Alianza Lima - Championnat du Pérou (1) : - Champion : 2022. |